# 追憶の瞳 〜LOLA〜
「追憶の瞳 〜LOLA〜」（ついおくのひとみ -ローラ-）は、西城秀樹の54枚目のシングル。1986年4月10日にRCAから発売された。

## 収録曲
1. 追憶の瞳 〜LOLA〜
作詞：大津あきら／作曲：関口敏行／編曲：船山基紀
2. City Dreams From Tokyo
作詞・作曲：MAYUMI／編曲：鷺巣詩郎

## この頃のできごと
- 1986年5月17日 - 主演映画『傷だらけの勲章』が全国公開された。